# 阿塔汗·阿不都艾尼
阿塔汗·阿不都艾尼（維吾爾語：ئاتاھان ئابۇدۇھانى‎，拉丁维文：Atahan Abuduhani，1964年5月—），维吾尔族，中国新疆喀什地区叶城县洛克乡人。东突恐怖分子。

## 簡歷
1991年，开始向中国境内转移武器，并参与策划沙雅县11·13运钞车抢劫案。1991年，继续从巴基斯坦向中国境内运输枪支，被巴基斯坦政府缴获。为国际刑警组织红色通缉令对象。